# Alison Frantz
Alison Frantz (27 settembre 1903 – 1º febbraio 1995) è stata una fotografa e storica dell'arte statunitense specializzata in archeologia e storia bizantina.
Laureata in storia classica e bizantina, si recò in Grecia dove si dedicò agli scavi dell'agorà di Atene. Fu la fotografa ufficiale degli scavi e specialista riconosciuta nella fotografia di sculture greche. Come archeologa contribuì a migliorare la comprensione e l'apprezzamento per l'arte post classica con pubblicazioni relative a materiale bizantino e ottomano proveniente dagli scavi dell'Agorà di Atene.

## Biografia
Alison Frantz completò gli studi classici allo Smith College a Northampton in Massachusetts nel 1924 proseguendoli alla Columbia University dove si concentrò sulla storia bizantina.
Iniziò a lavorare agli scavi dell'Agora di Atene nel 1934, come assistente di Lucy Talcott nel dipartimento documentazione. Sin da piccola era stata affascinata dalla fotografia, vedendo il fratello sviluppare le fotografie nella sua camera oscura, e presto decise di dedicarsi alla fotografia archeologica. Iniziò così come aiutante di Herman Wagner, il fotografo ufficiale degli scavi e dal 1939 prese il suo posto. Poco prima dello scoppio della seconda guerra mondiale, Alison Frantz venne incaricata di fotografare, in soli due giorni, più di seicento tavolette in linguaggio Lineare B, scoperte dal famoso archeologo statunitense Carl Blegen nel palazzo miceneo di Pilo. Furono queste fotografie che contribuirono alla decifrazione degli scritti in Lineare B da parte di Michael Ventris.
Durante la seconda guerra mondiale, la Frantz lavorò a stretto contatto con l'Office of Strategic Services e fece pervenire a Washington informazioni sulla situazione politica e militare in Grecia. Dopo la fine della guerra, divenne addetta culturale presso l'ambasciata degli Stati Uniti d'America ad Atene ed operò per instaurare il programma Fulbright in Grecia.
Il suo principale contributo nel campo dell'archeologia e della storia dell'agorà ateniese fu quello di aver insistito per un'esplorazione diacronica dei siti archeologici. Nel caso degli scavi dell'agorà ateniese, concentrò il suo interesse sulla documentazione e lo studio dei periodi post-classici, in particolare la tarda antichità e l'epoca bizantina. Fu uno dei primi studiosi a pubblicare dati sulla raccolta bizantina e ottomana di reperti provenienti dall'Agorà di Atene. Operò a stretto contatto con John Travlos per ripristinare la Chiesa dei Santi Apostoli, l'unico monumento bizantino ancora in piedi nell'agorà ateniese.
Come fotografa, documentò con i suoi apparecchi 25 anni (1939–64) di scoperte, nell'Agorà di Atene. Il suo talento per la fotografia archeologica venne universalmente riconosciuto ed ella viaggio in tutto il bacino del Mediterraneo, fotografando siti archeologici e specialmente sculture greche. Ella è molto famosa per le fotografie dei fregi del Partenone e delle sculture del Tempio di Zeus ad Olimpia.
L'archivio dei suoi negativi è conservato all'American School of Classical Studies e alla Princeton University.

## Pubblicazioni principali
- (EN) Alison Frantz, The Church of the Holy Apostles, in The Athenian Agora, Hesperia, XX, Princeton, The American School of Classical Studies at Athens, 1971,  pp. 1-44.
- (EN) Alison Frantz, Homer A. Thompson e John Travlos, Late Antiquity A.D. 267–700, in The Athenian Agora, Hesperia, XXIV, Princeton, The American School of Classical Studies at Athens, 1988,  pp. 1-156.